# Velutipila poeltii
Velutipila poeltii är en svampart som beskrevs av D. Hawksw. 1987. Velutipila poeltii ingår i släktet Velutipila, divisionen sporsäcksvampar och riket svampar.   Inga underarter finns listade i Catalogue of Life.